# 法務部矯正署臺北女子看守所
法務部矯正署臺北女子看守所，俗稱土城女子看守所，為隸屬於中華民國法務部矯正署之司法矯正機關，亦為臺灣首座女子看守所，收容北臺灣地區女性被告。該所位於新北市土城區青雲路，前身為士林看守所分舍，改制後為臺北女子看守所。該所是依照《監獄行刑法》執行徒刑、拘役，目的為了使收容人施以教化而能悔改向上；並且配合對於收容人實施各項教育感化等輔導活動，以期收容人出去後能適於社會生活。
法務部為了因應各監獄附設之女子監獄或看守所附設之女所等收容矯正機關受處於超額收容狀態，且2009年北部地區收容女性犯罪人平均已經超收約25％比例，必須擴大增加專屬收容處，於是於2010年7月1日將原本於1984年成立的臺灣士林看守所現址改制為獨立之女子看守所，以紓解各處所擁擠空間問題，並保障女性收容人需求及權益進行整體生活設施規劃。

## 歷史沿革
法務部矯正署臺北女子看守所改制前為1984年8月1日臺灣臺北看守所士林分舍，當時該單位位於臺北市士林區士東路上，在1985年7月1日改制為臺灣臺北士林看守所，並於1995年9月1日更名為臺灣士林看守所。後來因為有些收容人屋舍為海砂屋，因而1998年2月13日搬遷至臺灣臺北看守所附設留置所現址（今新北市土城區青雲路）。
2010年7月1日，當時法務部長王清峰核定，改制為臺灣臺北女子看守所，並且附設臺灣臺北監獄臺北女子分監、臺灣臺北女子看守所附設勒戒處所及附設管收所，而原有的男性被告則移由臺北看守所收容。

## 組織
- 所長
  - 秘書

行政單位
- 戒護科
  - 機關警衛安全及對收容人之戒護管理事項。
  - 辦理管理員之常年教育訓練及勤務分配事項。
  - 有關收容人飲食、衣著、臥具、用品之分給及保管事項。
  - 衛生清潔事務之執行事項。
  - 辦理收容人家屬申請接見、遠距接見、發受書信及送入物品檢查等事項。
  - 收容人在所賞罰之執行事項。
  - 辦理收容人教化輔導、文康活動及生活管理事項。
  - 辦理廠商委託加工作業事項。
  - 護送收容人返家事宜。
  - 辦理收容人就業等更生保護業務。
  - 其他有關戒護事項。
- 衛生科
  - 看守所之衛生計劃及其設施與指導事項。
  - 傳染病預防事項。
  - 收容人健康檢查事項。
  - 收容人疾病醫治事項。
  - 舍房環境衛生管理事項。
  - 藥品調劑、儲備及醫療器械管理事項。
  - 藥物濫用之防治與輔導事項。
  - 收容人疾病或死亡陳報事項。
  - 其他有關衛生醫療管理事項。
- 總務科
  - 各類行政文書及民眾申請案件之收發與處理事項。
  - 受刑人申請移監、外役監作業事項。
  - 受觀察勒戒費、戒送收容人外醫醫療費用繳納事項。
  - 辦理建築修繕及採購事項。
  - 辦理各類收容人入出所、入出監事項。
  - 收容人身份簿、人相表、指紋之填製及照相等事項。
  - 收容人攜帶金錢、物品之保管及受領事項。
  - 收容人主、副食之採購、管理、保管、核算及造報事項。
  - 辦理社區敦親睦鄰及停車埸之管理事項。
  - 警備車輛管理、調度及指浱事項。
  - 受理收容人家屬申請返家奔喪事宜。
  - 受理各司法單位偵訊在押收容人事宜。
  - 不屬於其他各科事項。
- 人事室
  - 辦理組織編制、綜合性人事規章及其有關事項。
  - 辦理考試、分發、任免、遷調及其有關事項。
  - 辦理考核、獎懲、考績(成)、服務、訓練、進修及其有關事項。
  - 辦理待遇、福利、保險、退休、撫卹、人事資料及其有關事項。
- 會計室
  - 綜理本所會計業務。
  - 概算，預算，決算之編製。
  - 會計憑證，會計簿籍，會計報告之編製。
  - 其他有關會計事務及內部審核之處理事項。
- 政風室
  - 關於本所政風法令之擬訂與宣導事項。
  - 關於本所員工貪瀆不法之預防，發掘及處理檢舉事項。
  - 關於本所政風興革建議事項。
  - 關於本所政風考核獎懲建議事項。
  - 關於本所公務機密維護事項。
  - 危害或破壞事件之預防，公職人員之財產申報。
  - 其他有關政風事項。

委員會
- 所務委員會

## 收容對象
包含臺灣高等檢察署、臺灣臺北地方檢察署、臺灣士林地方檢察署、臺灣新北地方檢察署、臺灣基隆地方檢察署、臺灣桃園地方檢察署指揮執行之女性被告、觀察勒戒人及士林地檢署、基隆地檢署指揮執行刑期3年未滿之女性受刑人。

## 設施
房舍可收容384人，依照需求內全天預備供應熱水，提供女收容人上下舖單人床與木製活動書桌可便於寫書信或訴狀，若收容人有三歲以下子女如果無親友幫忙照顧，可申請帶入所內一起作息，並因此特別規劃一間保育室，挑選部分合格女收容人當保母。

## 相關需知
前往該所辦理接見收容人時，接見收容人或者發受書信如果沒有特別理由時，對象僅限律師、親屬及家屬，而且必須出示中華民國國民身分證或其他如護照、全民健保卡、駕駛執照等可證明身分的相關證件，以供該所登記查驗身分。接見登記時間為星期一到星期五的早上8時30分至11時中午休息或下午13時30分至16時。

## 外部連結
- 法務部矯正署臺北女子看守所（繁體中文） （页面存档备份，存于）
- 法務部矯正署臺北女子看守所的Facebook專頁